# Глинкин, Сергей Григорьевич
Серге́й Григо́рьевич Гли́нкин (1921—2003) — полковник Советской Армии, участник Великой Отечественной войны, Герой Советского Союза (1944).

## Биография
Родился 2 октября 1921 года в городе Елец (ныне — Липецкая область) в рабочей семье. С 1932 года проживал в Москве. Окончил семь классов школы, затем школу фабрично-заводского ученичества, после чего работал токарем на Московском заводе имени Орджоникидзе, одновременно учился в аэроклубе. В декабре 1939 года был призван на службу в Рабоче-крестьянскую Красную Армию. В 1940 году он окончил Вторую Борисоглебскую военную авиационную школу лётчиков имени Чкалова. С июля 1943 года — на фронтах Великой Отечественной войны. Участвовал в боях на Калининском фронте.
К февралю 1944 года будучи в звании гвардии лейтенанта командовал звеном 5-го гвардейского истребительного авиаполка 11-й гвардейской истребительной авиадивизии 1-го гвардейского смешанного авиакорпуса 17-й воздушной армии 3-го Украинского фронта. К тому времени он совершил 148 боевых вылетов, принял участие в 45 воздушных боях, в которых сбил 19 вражеских самолётов.
Указом Президиума Верховного Совета СССР «О присвоении звания Героя Советского Союза офицерскому составу военно-воздушных сил Красной Армии» от 4 февраля 1944 года за «образцовое выполнение боевых заданий командования на фронте борьбы с немецкими захватчиками и проявленные при этом отвагу и геройство» был удостоен высокого звания Героя Советского Союза с вручением ордена Ленина и медали «Золотая Звезда» за номером 3216.
15 июля 1944 года самолёт Сергея Глинкина был подбит в бою к северо-востоку от Львова, и тогда лётчик совершил таран двух самолётов «Me-109». Взрывом его выбросило из кабины. Придя в воздухе в сознание, он открыл парашют и приземлился на позиции советских пехотных подразделений, бойцы которых оказали ему первую помощь и отправили в медсанбат.
К концу войны был заместителем командира эскадрильи. Совершил 254 боевых вылетов, в которых уничтожил 30 самолётов лично и 1 — в группе. После окончания войны он продолжал службу в Советской Армии. Лётчик-инструктор Управления 22-й воздушной армии (штаб в Петрозаводске).
14 мая 1960 года уволен в запас в звании полковника. Проживал в Москве, скончался 25 ноября 2003 года. Похоронен на Троекуровском кладбище.
Был также награждён четырьмя орденами Красного Знамени, орденами Александра Невского, Отечественной войны 1-й степени, тремя орденами Красной Звезды, а также рядом медалей.